# Eugen Czernin von und zu Chudenitz
Eugen Graf Czernin von und zu Chudenitz, auch Eugen Graf Czernin oder Eugen Czernin (* 1. Januar 1851 in Prag; † 12. Mai 1907 in Kotor, Dalmatien, heute Montenegro) war Abgeordneter zum böhmischen Landtag und zum Österreichischen Abgeordnetenhaus.

## Leben
Eugen Graf Czernin von und zu Chudenitz war der Sohn des Herrschaftsbesitzers Ottokar Graf Czernin (1809–1886) und Bruder von Theobald Graf Czernin (1836–1896). Er besuchte ein Gymnasium in Prag und studierte ab 1867 Rechtswissenschaften an der Universität Prag, welches er im Jahr 1876 mit dem Titel Dr. iur. abschloss. Eugen wurde konsequent mit seinem akademischen Titel Dr. angesprochen, weil er oft mit Eugen Jaromir Franz Czernin von und zu Chudenitz verwechselt wurde, der sich ebenfalls kurz Eugen Czernin genannt hat und auch gleichzeitig mit ihm während der VII. Legislaturperiode (X. Session) zwischen 1887 und 1891 Abgeordneter im Österreichischen Abgeordnetenhaus war.
Er war Gutsbesitzer in Vinoř im Bezirk Karolinenthal, heute ein Stadtviertel der tschechischen Hauptstadt Prag, und Direktionsrat der Landesbank für Bosnien und Herzegowina. Zwischen 1886 und 1907 war er auch Vizepräsident der böhmischen Gartenbau-Gesellschaft. Er war Mitglied im böhmischen Landtag und im österreichischen Abgeordnetenhaus.
Er war römisch-katholisch und blieb ledig.

## Politische Funktionen
- 1888–1901: Abgeordneter zum Böhmischen Landtag
- 14. Oktober 1887[1] bis 23. Januar 1891: Abgeordneter des Abgeordnetenhauses im Reichsrat (VII. Legislaturperiode), Kronland Böhmen, Kurie Großgrundbesitz; Agnoszierung (Anerkennung) der Wahl am 24. Oktober 1887[2] (aufgrund einer Nachwahl nach der Berufung von Franz Graf Deym ins Herrenhaus)
- 9. April 1891 bis 22. Januar 1897: Abgeordneter des Abgeordnetenhauses im Reichsrat (VIII. Legislaturperiode), Kronland Böhmen, Kurie Großgrundbesitz
- 27. März 1897 bis 7. September 1900: Abgeordneter des Abgeordnetenhauses im Reichsrat (IX. Legislaturperiode), Kronland Böhmen, Kurie Großgrundbesitz
- 31. Januar 1901 bis 30. Januar 1907: Abgeordneter des Abgeordnetenhauses im Reichsrat (X. Legislaturperiode), Kronland Böhmen, Kurie Fideikommissarischer Großgrundbesitz

## Klubmitgliedschaften
Eugen Czernin wurde im Jahr 1887 Mitglied im Český Club (Böhmischer Klub, konservativer Großgrundbesitz). Ab 1891 war er im Klub der Konservativen, ab 1897 gehörte er der Gruppe der Abgeordneten des böhmischen konservativen Großgrundbesitzes an, dessen Obmann-Stellvertreter er ab dem 21. Oktober 1901 war.